# Ngadipurwo
Ngadipurwo is een bestuurslaag in het regentschap Blora van de provincie Midden-Java, Indonesië. Ngadipurwo telt 599 inwoners (volkstelling 2010).